# (34089) Smoter
2000 PL7 (asteroide 34089) é um asteroide da cintura principal. Possui uma excentricidade de 0.10307030 e uma inclinação de 2.30967º.
Este asteroide foi descoberto no dia 2 de agosto de 2000 por LINEAR em Socorro.